# Ilhas Ōsumi

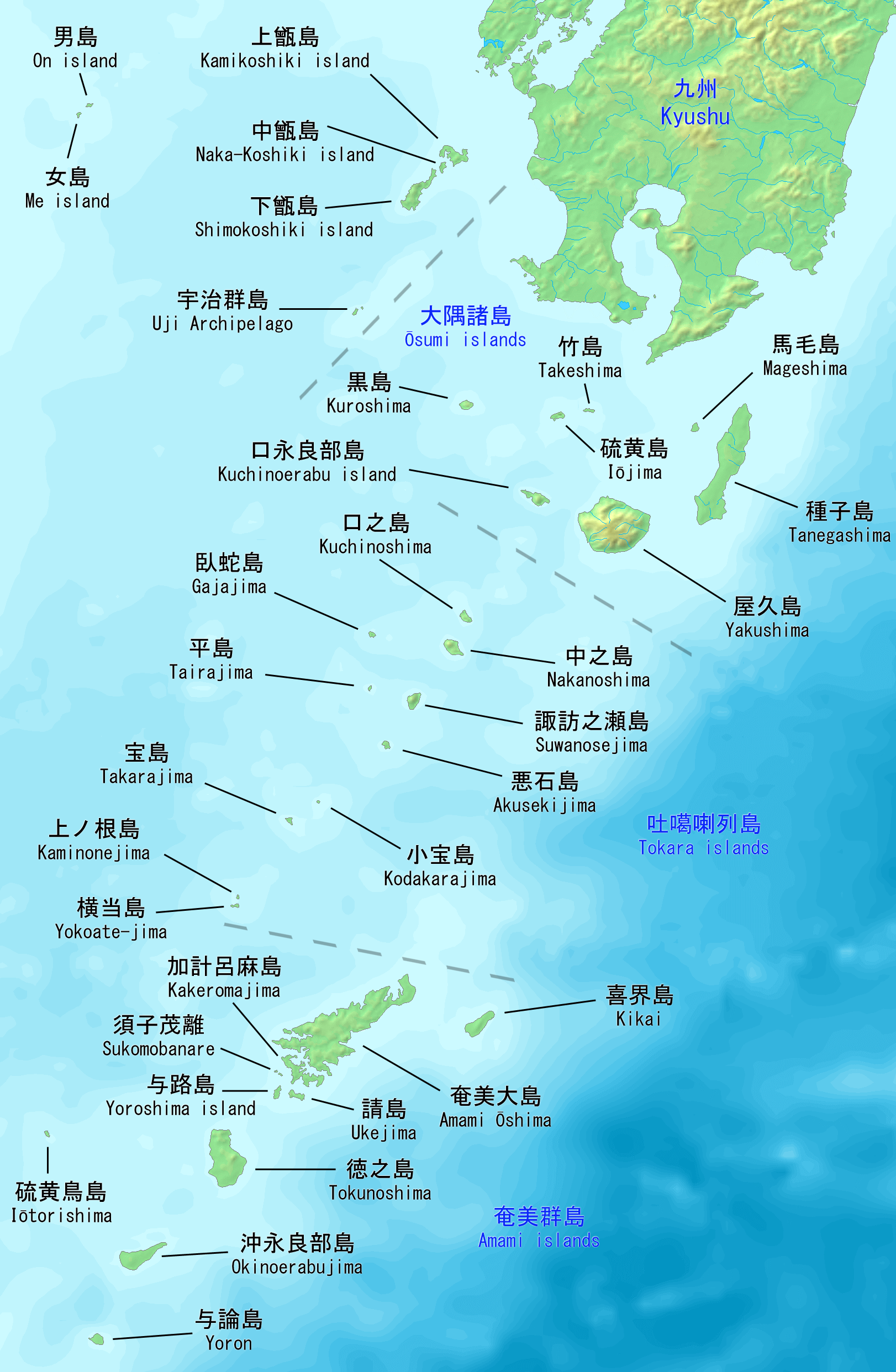
Mapa do arquipélago Osumi

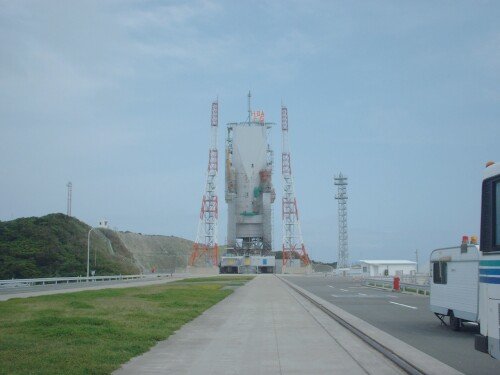
Centro Espacial Tanega-shima

As Ilhas Ōsumi (大隈諸島, Ōsumi Shotō) ou Arquipélago Ōsumi são um conjunto de ilhas que fazem parte das ilhas Ryukyu no noroeste do Oceano Pacífico e que pertencem ao Japão.
O arquipélago tem 3 ilhas principais
- Tanegashima
- Yakushima
- Kuchinoerabujima

e um número grande de pequenos ilhéus
É habitado por cerca de 50.000 pessoas, 19.000 das quais em Nishinoomote, em Tanegashima. 

## História
Não se conhece como rigor a data em que as ilhas foram descobertas, mas as primeiras notas que as referem datam do Nihon Shoki de 720.
Em 1543 um navio chinês que transportava o português Fernão Mendes Pinto aportou nas ilhas, introduzindo a cana-de-açúcar e armas de fogo no Japão. 
Durante a Segunda Guerra Mundial as ilhas foram ocupadas na Primavera de 1945 pelos Estados Unidos, que as administraram até 1953, até ao regresso da administração japonesa.
Em 1969 o Centro Espacial Tanegashima (TNSC) foi inaugurado pela Japan Aerospace Exploration Agency. O TNSC fica no sudeste da ilha de Tanegashima ().